# Francisco Bazán
Pour les articles homonymes, voir Bazán.
Francisco de Paula Bazán Landi, plus couramment appelé Francisco "Paco" Bazán, né le 10 octobre 1980 à Lima au Pérou, est un footballeur péruvien qui évoluait au poste de gardien de but.

## Biographie

### Carrière dans le football
Formé à l'Academia Cantolao, Francisco Bazán commence sa carrière au Sport Agustino, en 2e division péruvienne, en 1996. Repéré par l'Universitario de Deportes, le club décide de le faire jouer toujours en 2e division au sein de sa filiale, l'América Cochahuayco.
En 1998, Oswaldo Piazza, l'entraîneur de l'Universitario, le fait débuter en 1re division. Il est sacré champion du Pérou en fin de saison. Il est ensuite prêté par son club successivement à l'UTC, puis au Juan Aurich avant de revenir à l'Universitario en 2001. Il joue cette même année cinq rencontres de Copa Merconorte.
En 2004, il s'expatrie au Pontevedra CF, club de Segunda B (actuelle D3). Il remporte le championnat de D3 en 2004, mais décide de revenir au Pérou.
Après un bref passage par l'Alianza Atlético, il s'expatrie une nouvelle fois – en Chypre – jouant successivement entre 2006 et 2007 à l'Anórthosis Famagouste puis à l'Olympiakos Nicosie.
Il revient définitivement au Pérou en 2008. Il termine sa carrière à l'Universitario où il remporte un nouveau championnat du Pérou en 2009.
Bien qu'il ait joué en équipes de jeunes (-20 ans en 1999 et olympique en 2000), Francisco Bazán ne compte aucune sélection en équipe du Pérou. Il figure dans le groupe des sélectionnés lors de la Copa América 2001 en Colombie, mais reste sur le banc durant toute la compétition.

### Carrière à la télévision
Devenu acteur, Francisco Bazán joue dans la célèbre telenovela péruvienne Al fondo hay sitio. Il dirige actuellement une émission de football dans la chaîne ATV (El Deportivo).

## Palmarès
| Universitario de Deportes - Championnat du Pérou (3) : - Champion : 1998, 1999. et 2009. |  | Pontevedra CF - Segunda División B (1) : - Champion : 2003-2004. |  | Anórthosis Famagouste - Coupe de Chypre (1) : - Vainqueur : 2006-2007. |